# 肯尼斯·穆雷 (生物学家)
肯尼斯·「肯」·穆雷爵士（英語：Sir Kenneth "Ken" Murray；1930年12月30日—2013年4月7日） FRS  FRSE，英国分子生物学家和爱丁堡大学渤健分子生物学教授（Biogen Professor of Molecular Biology）。  作为早期基因工程的重要人物，穆雷共同创立了渤健公司。在那里，他和他的团队开发了第一批针对乙型肝炎的疫苗。穆雷與其妻子、生物学家诺琳夫人共同创立了爱丁堡达尔文信托基金会（Darwin Trust of Edinburgh），一個支持年轻生物学家攻读博士学位的慈善機構。 

## 教育和职业
穆雷于伯明翰大学获得了化学一等荣誉学位和博士学位。从1960年到1964年，他是斯坦福大学J. Murray Luck实验室的研究员。1964年到1967年，他是剑桥大学弗雷德里克·桑格实验室的研究员。1967年，他被任命为爱丁堡大学讲师，并于1976年成为分子生物学系主任。1984年，他被任命为Biogen分子生物学教授，并一直担任该职位直至退休。他于1979年被选为英国皇家学会院士，  1989年被选为爱丁堡皇家学会院士，并于2000年因“对国内和国际生物技术发展的杰出贡献”被授予RSE皇家奖章， 

## 外部連結
- 肯尼斯·穆雷在2000年畢業時，丹地大學授予學位的祝詞